# Lista castelelor cruciate

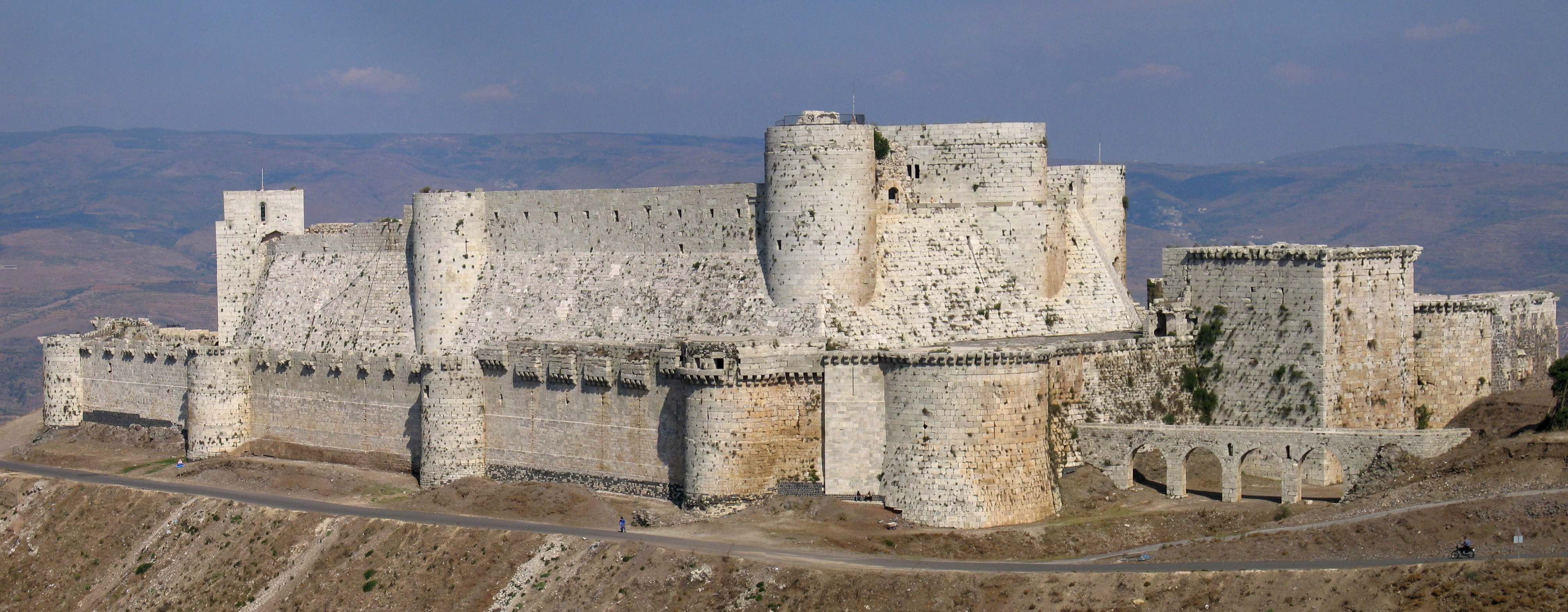
Crac des Chevaliers a fost construit în secolele al XII-lea și al XIIII-lea de către Cavalerii ospitalieri cu adăugiri ulterioare de către mameluci. Este un Sit al Patrimoniului Mondial.

Aceasta este o listă a castelelor din estul Mării Mediterane și Orientului Mijlociu, fondate sau ocupate în timpul Cruciadelor. Pentru castelele cruciate din Polonia și statele baltice, vezi Ordensburg⁠(d).

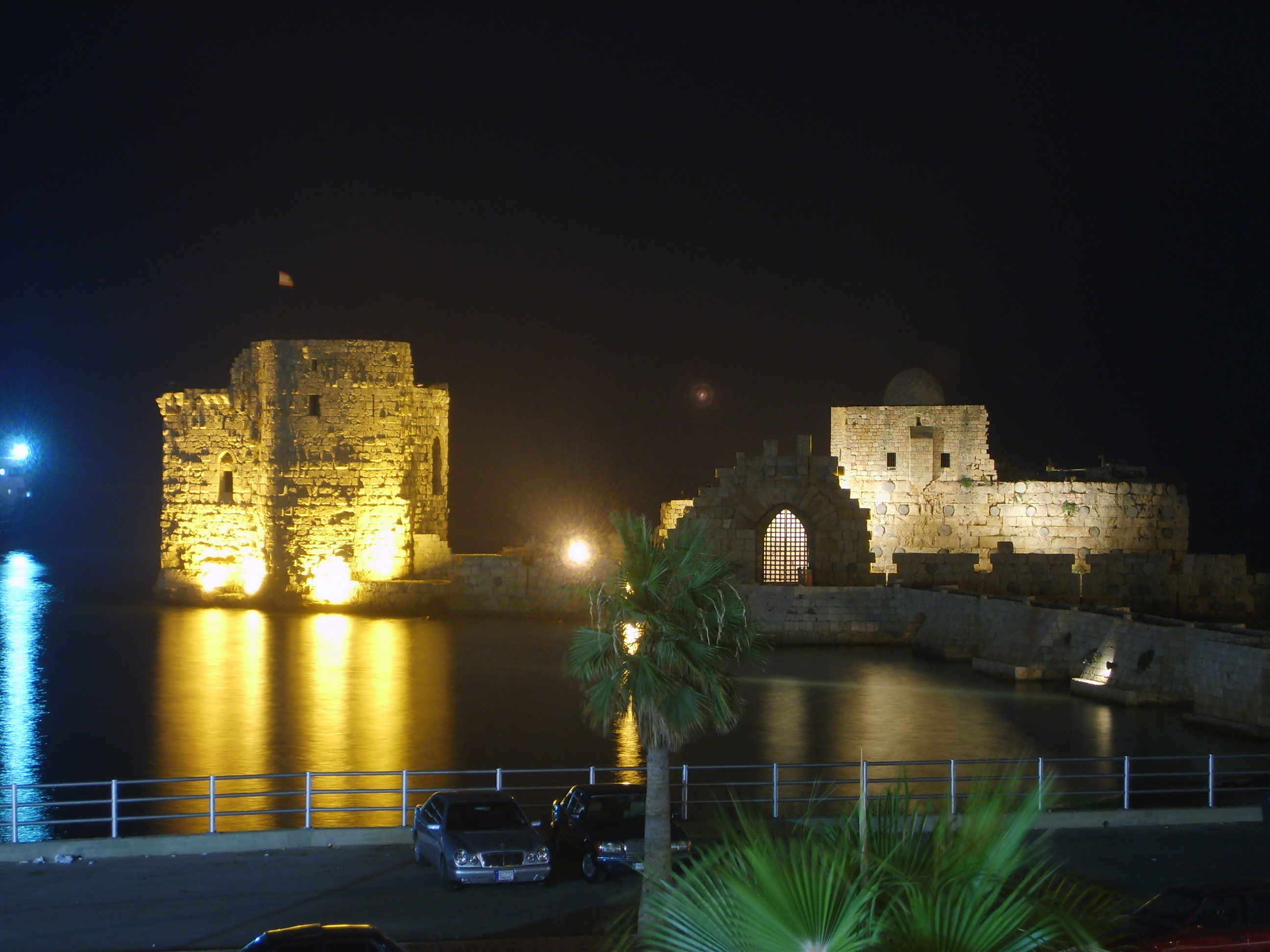
Castelul Mării Sidonului construit de cruciați ca o fortăreață a pământului sfânt în Sidon, Liban.

## State cruciate

### Localizarea geografică pe harta de astăzi
- Regatul Ciprului: Insula Cipru (nord și sud)
- Comitatul Edessa: sud-estul Turciei
- Principatul Antiohiei: nord-vestul Siriei, sudul Turciei
- Comitatul Tripoli: nordul Libanului, nord-vestul Siriei
- Regatul Ierusalimului
  - Domnia Sidonului: Libanul central
  - Principatul Galileii: nordul Israelului, sudul Libanului, sud-vestul Siriei
  - Comitatul Jaffa și Ascalon: sudul Israelului, estul Egiptului
  - Domnia lui Oultrejordain: sud-vestul Iordaniei

## Castele cruciate ale statelor moderne

### Cipru

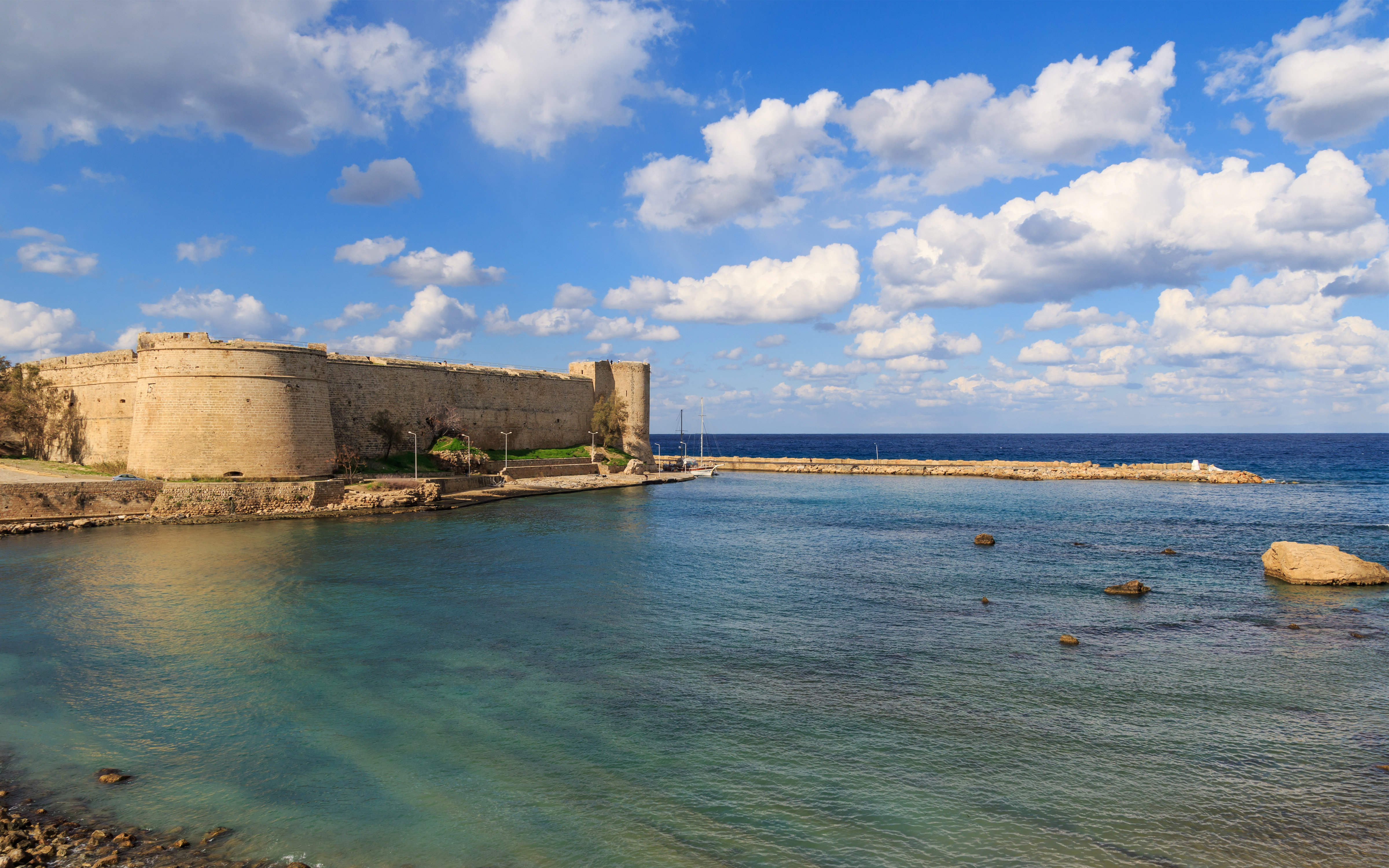
Castelul Kyrenia

- Castelul Buffavento
- Castelul Othello
- Castelul Kantara
- Castelul Kolossi
- Castelul Kyrenia
- Castelul Larnaca
- Castelul Limassol
- Castelul Paphos
- Castelul Sf. Ilarion

### Egipt
- Ile de Graye

### Grecia

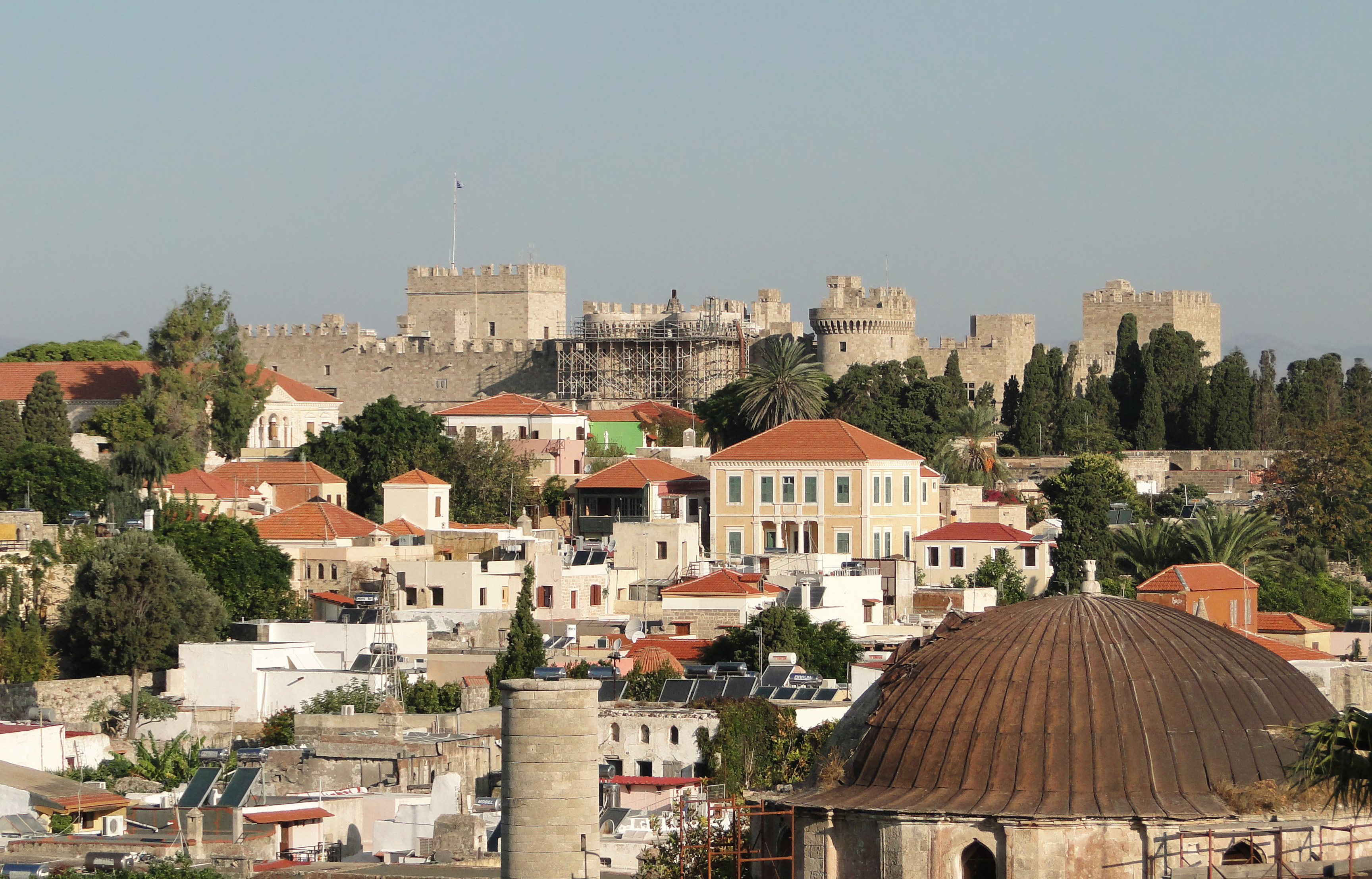
Palatul Cavalerilor din Rodos

- Palatul Cavalerilor din Rodos Palatul Marilor Maeștri ai Cavalerilor Ospitalieri ai Sfântului Ioan din Rodos
- Castelul Platamon
- Castelul Kastellorizo
- Castelul Halki
- Castelul Kos
- Castelul Amfissa
- Castelul insulei Leros
- Castele din Corfu

### Israel
- Acru (Akko) – oraș fortificat

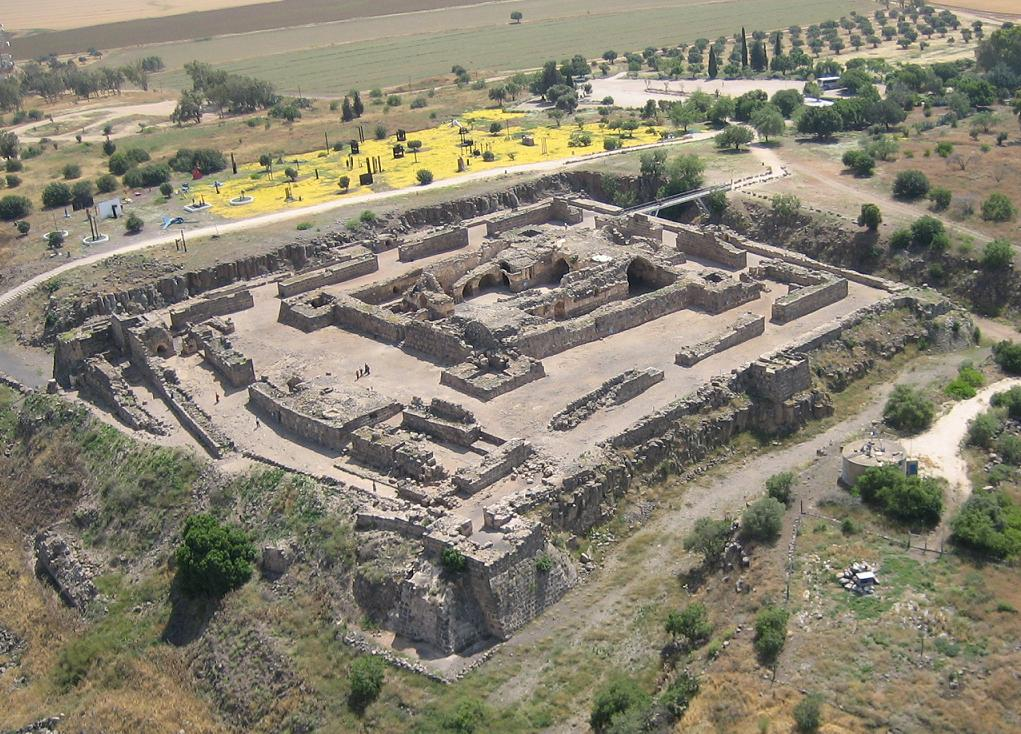
Ruinele Fortăreței Belvoir

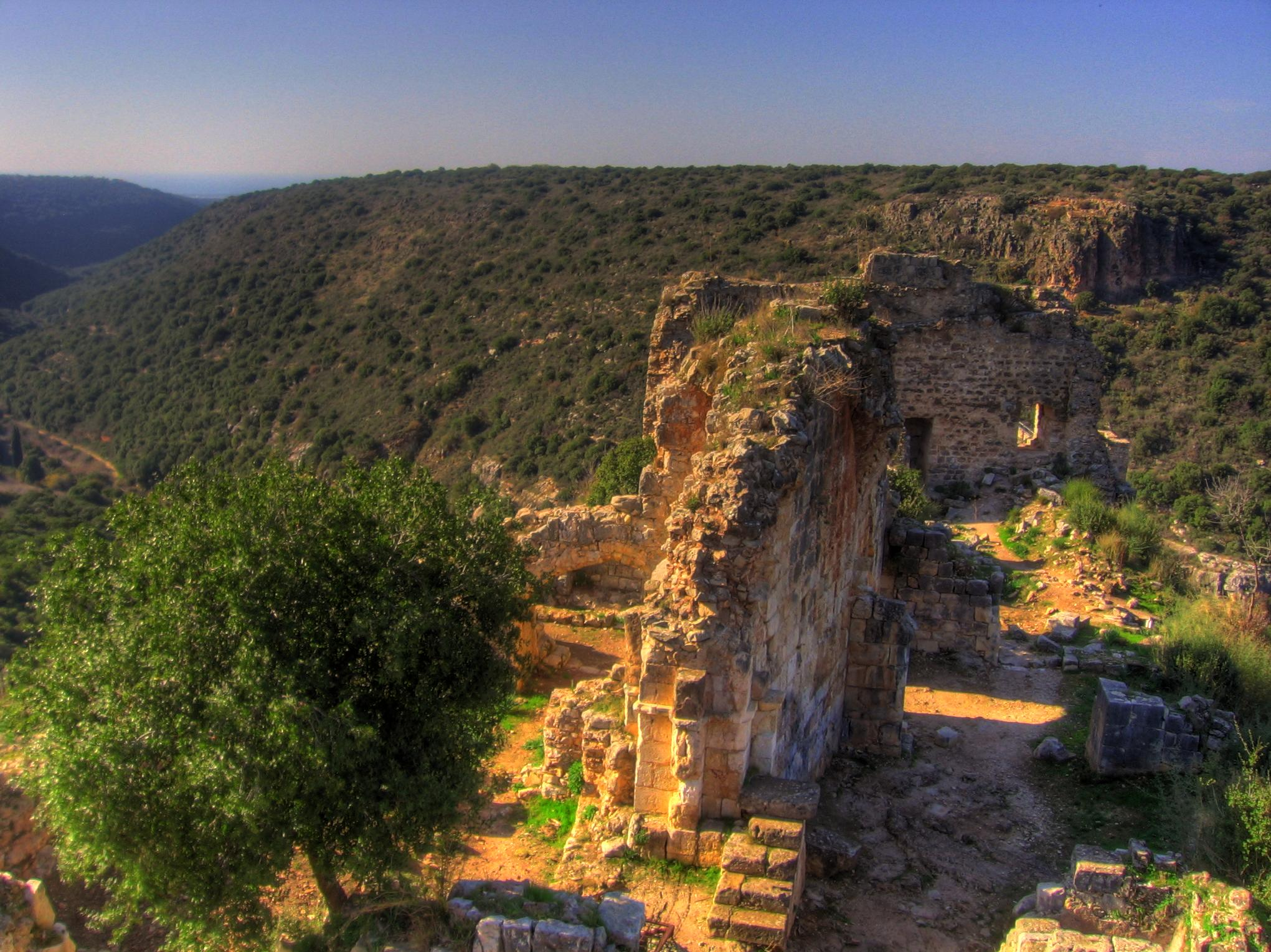
Castelul Monfort

- Aqua Bella, acum Ein Hemed – fermă fortificată cruciată; parcul național
- Arsuf, cunoscut și sub numele de Arsur sau Apollonia – oraș fortificat și cetate, fortăreață a Domniei lui Arsuf;  parc național
- Ashkelon – oraș fortificat
- Belinas – Banias; oraș fortificat
- Belmont – ruinele castelului cruciat din Kibbutz Tzova
- Belveer – Castel cruciat din care nu mai rămân urme; parcul național
- Castelul Belvoir; Parcul Național Kochav HaYarden
- Bet Shean – ruinele castelului de lângă orașul antic, fortăreața Domniei Bethsan. Al doilea castel de pe tell.
- Beth Gibelin la Eleutheropolis – ruinele castelului de lângă orașul antic, fortăreața Domniei lui Beth Gibelin; parcul național
- Bethaatap, arabă: Bayt 'Itab – conac fortificat ("maison forte")
- Blanchegarde la Tell es-Safi - castel, scaun de o domnie la biblice spune
- Castelul Caco sau Cacho, Qaqun; reconstruit de Baybars; parcul național
- Cezareea (Maritima), fortăreața Domniei Cezareei – oraș-port fortificat; parcul național
- Cafarlet (ebraică: HaBonim, arabă: Kafr Lam) – ruinele  Umayyad fort refolosit de cruciați
- Calansue, Castelul Ospitalerii
- Casal Imbert – la Achziv (anterior Az-Zeeb până în 1948) – "oraș nou" cruciat cu turn; nimic perceptibil în prezent
- Casel des Plains – Azor; ruinele turnului cruciat; în interiorul orașului
- Castellum Beleismum - turn pe biblic Tel Dothan
- Castellum Beroart – fortul Umayyad Minat al-Qal'a refolosit de cruciați; la Ashdod
- Castellum Regis; castel, acum în interiorul satului Mi'ilya
- Caymont la Tel Yokneam, sediul domniei
- Chastel Hernaut sau Arnoul, latină: Castellum Arnaldi – castel la  Yalu[2][3]
- Chastel Neuf sau Castellum Novum în afara Margaliot, castel, reconstruit în timpul otoman (Qal'at Hunin)
- Chastellet, ruina castelului de Fordul lui Iacov: vezi Bătălia de la Fordul lui Iacov; de asemenea, cunoscut sub numele de Vadum Iacob, le Chastelez, Ateret, Qasr al-'Atra
- Castellum Rogerii Langobardi – castel la um Khalid/Netaniya][2]
- Château Pèlerin, cunoscut și sub numele de Castelul Atlit și Castelul Pilgrim; bază militară la îndemâna
- Destroit, Le, lângă Atlit
- Castelul Forbelet de la Taibe, Galileea; locul de luptă de lângă castelul Ospitalier
- Givat Titora, ruinele castelului
- Ibelin, lângă Yavne
- Jaffa, oraș-port fortificat
- Castelul Judin de la Khirbat Jiddin sau Yehiam Fortăreața – Castelul cruciat, reconstruit în secolul al 18-lea; parcul național
- Merle - incintă fortificată, denumire arabă: Burj al-Habis și Qal'at al-Tantura,[2] la  Dor/Tantura
- Mirabel, în ebraică: Migdal Tsedek, fortăreața Domniei lui Mirabel
- Montfort; în interiorul parcului național
- Qula, turn cruciat și o structură boltită
- Ramla, cetatea Domniei lui Ramla
- Safed, castel mare pe cel mai înalt deal, reconstruit de Baybars
- Saforie, le or Sepphoris (latină), Saffuriya (arabă): turn; parcul național
- Tel Hanaton – fermă fortificată
- Tiberias – oraș cruciat fortificat imediat la nord de orașul abandonat stabilit în epoca romană; pe malul Mării Galileii
- Toron des Chevaliers, la Latrun
- Tour Rouge sau Turris Rubea la Burgata - arabă: Burj al-Ahmar, ebraică: Hurvat Burgata
- Turnul lui David – cetatea Ierusalimului
- Turris Salinarum la Tel Taninim – Turnul cruciat, singurele rămășițe ale castelului

### Iordania
- Castelul Ajloun
- Castelul Kerak[4]
- Montreal
- Tafilah[5]
- Castelul Wu'aira lângă Petra[6]

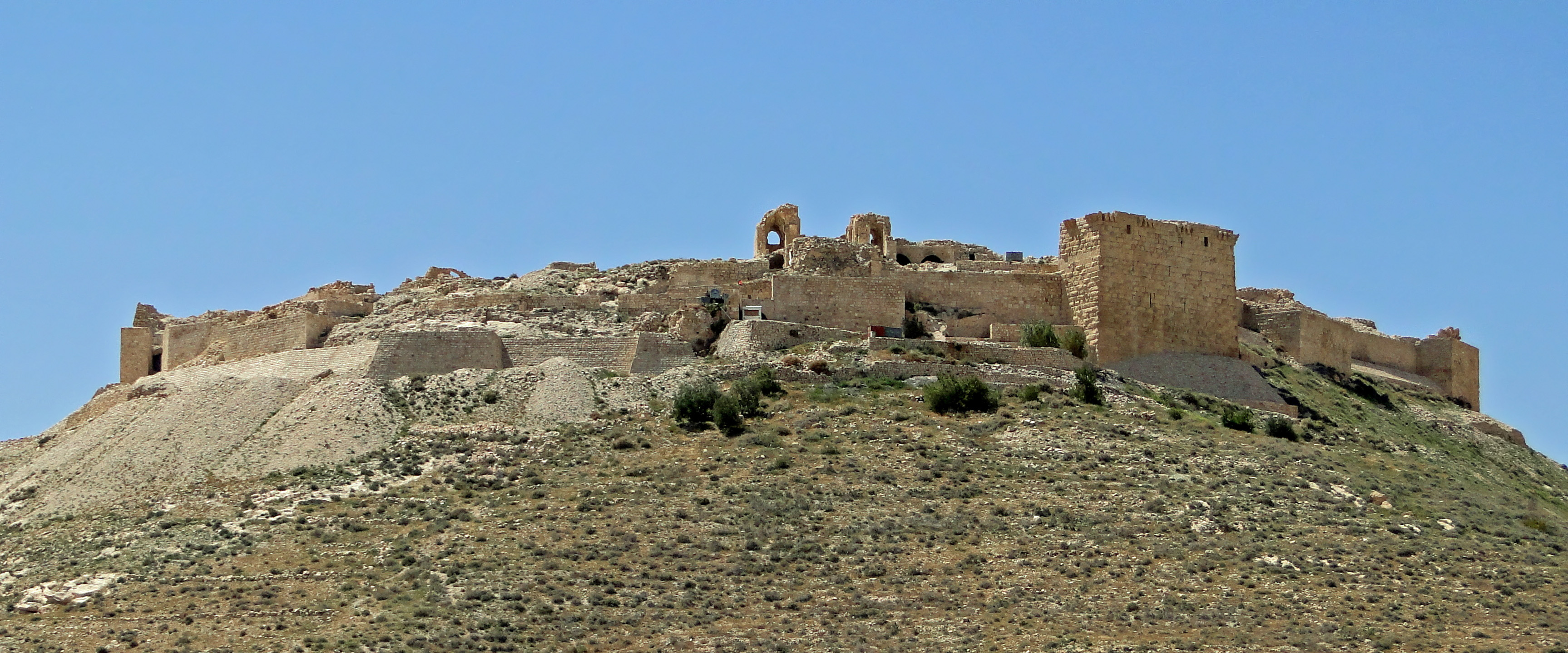
Montreal (Shaubak)

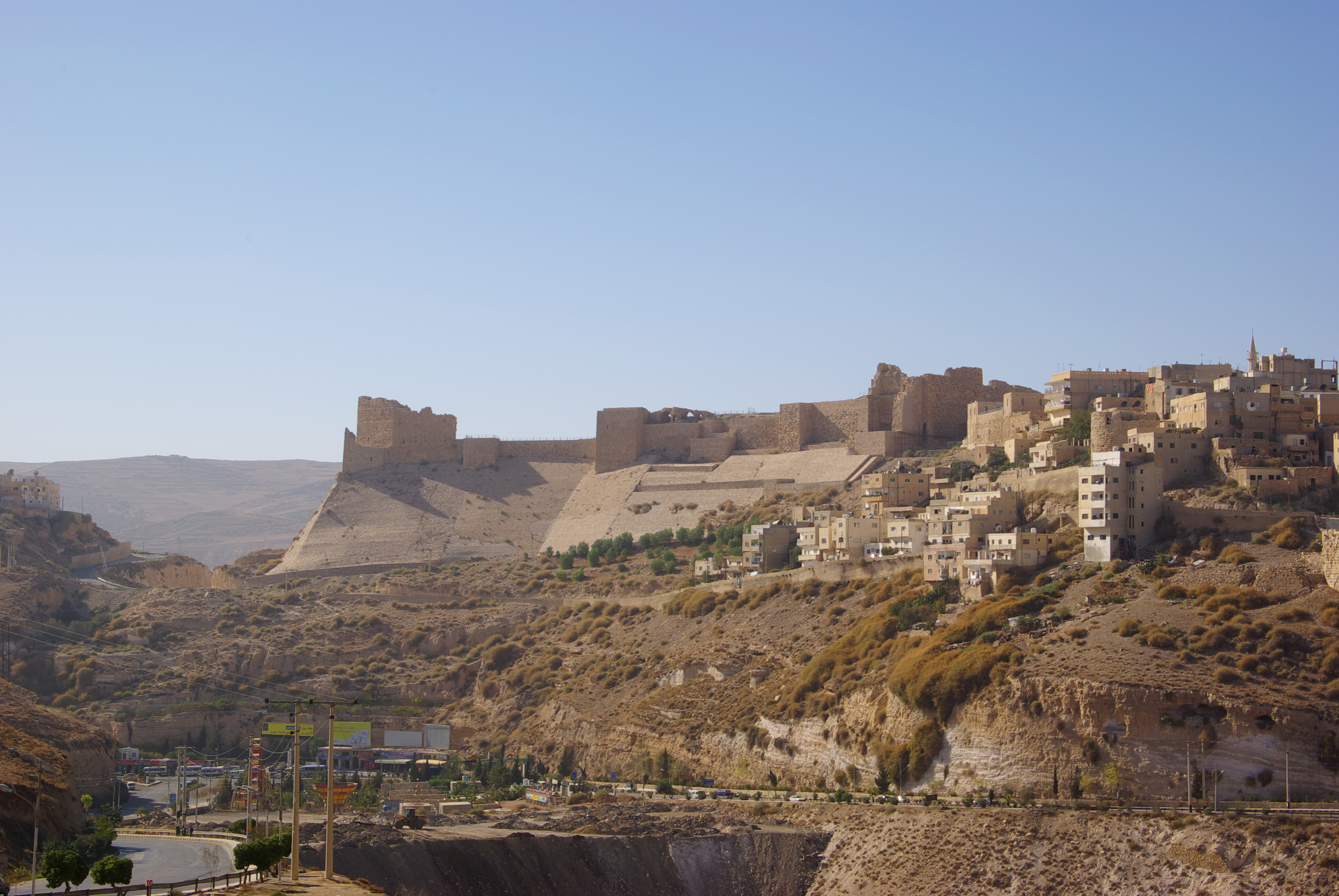
Kerak

- Vaux Moise (Wu'ayra în arabă) lângă Petra

#### Propuneri îndoielnice
- Aqaba – îndoielnic, fără urme găsite; castelul de pe Ile de Graye ar fi putut fi ales în schimb
- Castelul Diban 31°30′7″N 35°46′36″E / 31.50194°N 35.77667°E
- Heshbon

#### Propuneri refuzate
- Jarash: Templul lui Artemis a fost refolosit ca și castel de către damaschini și distrus de Balduin al II-lea al Ierusalimului, prin urmare nu a fost folosit de cruciați.[7]

### Liban
- Arqa
- Batroun
- Castelul Beaufort

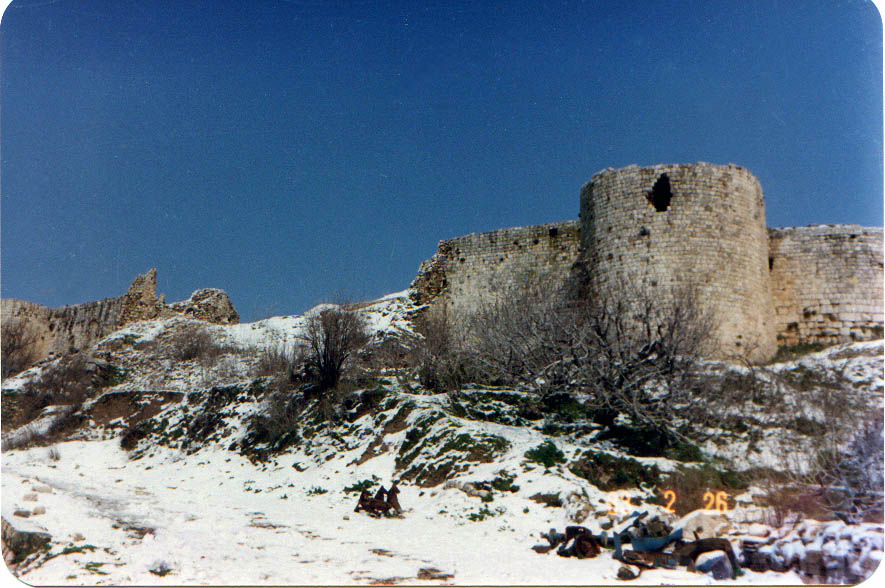
Castelul cruciat din satul Toron, Liban

- Castelul Beirut, demolat la sfârșitul secolului al XIX-lea
- Belhacem 33°34′24″N 35°28′36″E / 33.57333°N 35.47667°E
- Burj al-Siba Arhivat în 13 ianuarie 2017, la Wayback Machine. 34°26′59″N 35°49′50″E / 34.44972°N 35.83056°E
- Castelul Byblos
- Cetatea lui Raymond de Saint-Gilles
- Gibelacar
- Coliath
- Mseilha Fort
- Nefin
- Castelul Saint Louis - Castelul Sidon Land
- Sarba Arhivat în 18 august 2017, la Wayback Machine.
- Castelul Mării Sidon, fortăreața Domniei Toron
- Toron, cetatea Domniei lui Toron

### Palestina
- Castrum Sancti Helie (Castelul St. Ilie) - ruinele castelului de la Taybeh
- Cisterna Rubea sau Maldoim, castelul templierilor

### Siria

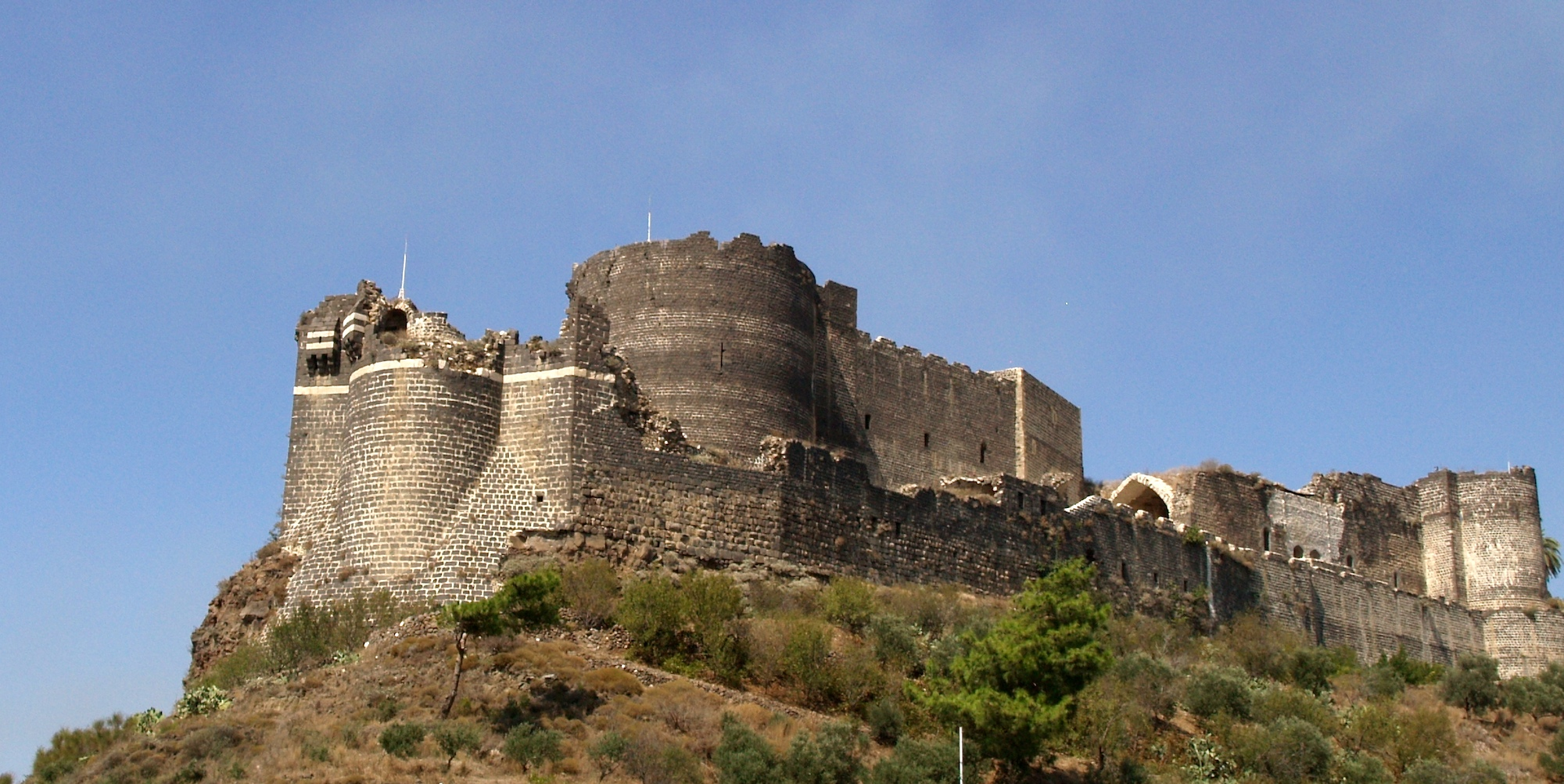
Ruinele castelului Margat

- Adimeh, Turnul băiatului 35°09′14″N 35°55′39″E / 35.15389°N 35.92750°E
- Areimeh,[8] 34°44′39″N 36°2′33″E / 34.74417°N 36.04250°E
- Baniyas
- Castelul Bourzey
- Chastel Blanc
- Chastel Rouge
- Krak des Chevaliers
- Maraclea
- Margat, de asemenea, cunoscut sub numele de Marqab
- Castelul Masyaf
- Montferrand
- Qadmous
- Rouad
- Castelul Saladdin, numele cruciatului: Saône
- Sarmada
- Tartus

#### Propuneri refuzate
- Cetatea Nimrod, numele arab Qal'at Nimrud și Qal'at as-Subayba; Ayyubid castel extins de Baibars I, construit pentru a proteja drumul spre Damasc de cruciați și rivali musulmani; crezut în mod greșit a fi un castel cruciat.
- Qasr Bardawil, identificat în mod eronat pentru un timp ca Castelul al-Al

### Turcia
- Castelul Anavarza
- Antiohia
- Amouda
- Castelul Ayasuluk, Selçuk
- Bagras
- Cursat,[9] 36°5′46″N 36°11′59″E / 36.09611°N 36.19972°E
- Geben
- Haruniye
- Kızkalesi
- Namrun Kalesi (Lampron)
- Rumkale

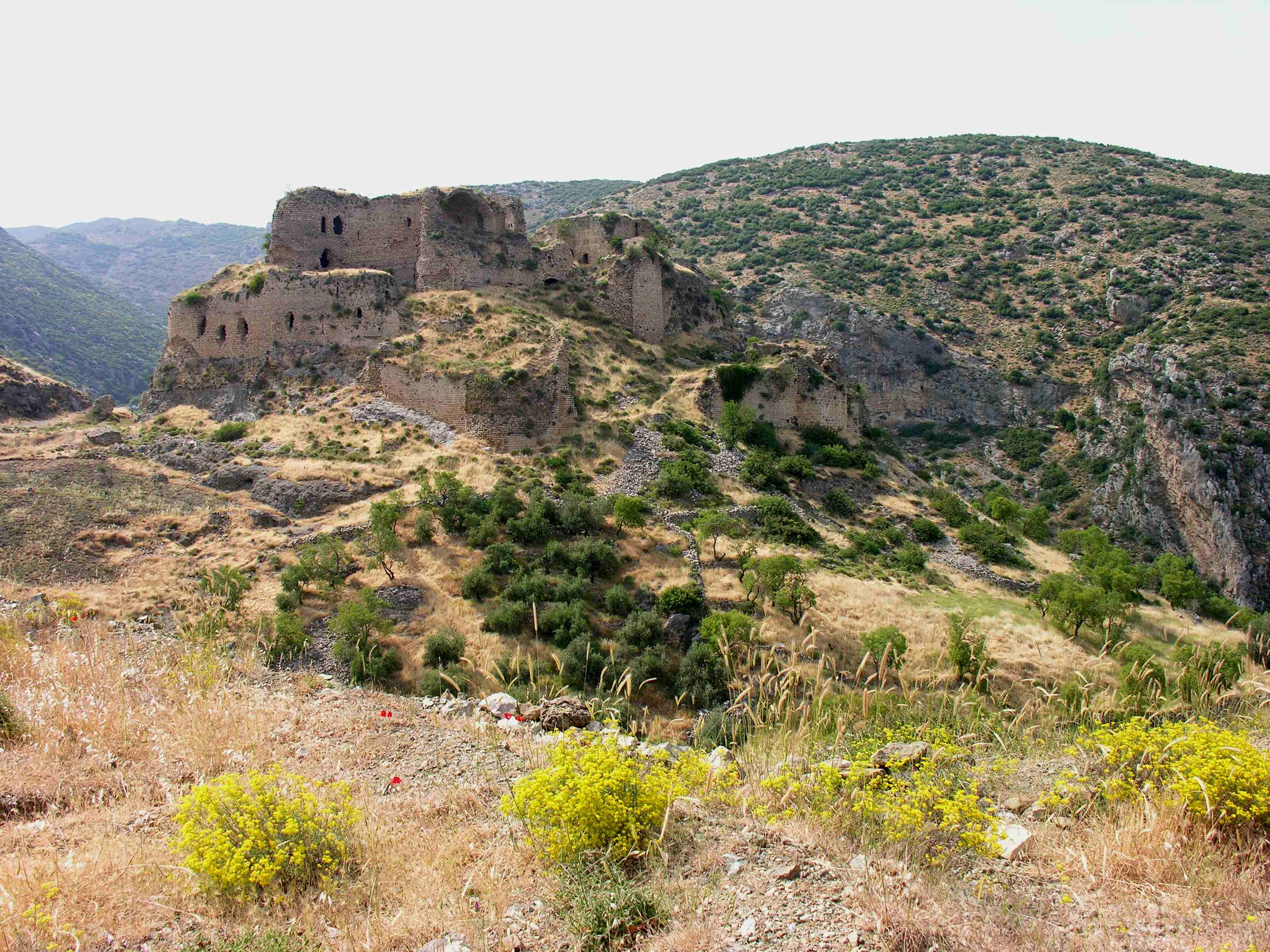
Ruinele Castelului Bagras, privite din sud-est

- [Castelul https://web.archive.org/web/20180122223603/http://gazianteptur.com/en/index.php/ravanda-tour/ravanda-castle Ravanda] 36°52′22″N 37°3′10″E / 36.87278°N 37.05278°E
- Servantikar
- Castelul Silifke
- Tece
- Castelul Tokmar
- T'il Hamtun
- Trapessac sau [castelul trapesac http://www.castles.nl/trapesac-castle] 36°31′53″N 36°21′52″E / 36.53139°N 36.36444°E
- Dumlu Kalesi sau Tumlu 37°9′1″N 35°42′5″E / 37.15028°N 35.70139°E
- Castelul Yaka